# 나카노시마정
나카노시마정(中之島町)은 니가타현 중앙부, 주에쓰 지방에 위치했던 정이다. 2005년 4월 1일에 주변의 정촌이 나가오카시에 편입 합병되었다.

## 역사
- 1889년 4월 1일 - 정촌제 시행과 함께 미나미칸바라군 나카노시마촌이 성립하였다.
- 1901년 11월 1일 - 미나미칸바라군 가미도리촌, 나카도리촌, 나카노촌, 주조촌, 신조촌, 사이쇼촌, 산누마촌과 합병해 나카노시마촌이 신설되었다.
- 1986년 10월 1일 - 정으로 승격해 나카노시마정이 되었다.
- 2005년 4월 1일 - 나가오카시에 편입 합병되었다.

## 행정
- 히야마 토키오 (樋山粂男) (1985년 11월 16일 - 2005년 4월 1일)

## 교통

### 철도
- 동일본 여객철도
  - 신에쓰 본선

### 도로
- 호쿠리쿠 자동차도
- 간에쓰 자동차도
- 국도 제8호선
- 국도 제403호선